# Geolycosa ashantica
Geolycosa ashantica là một loài nhện trong họ Lycosidae.
Loài này thuộc chi Geolycosa. Geolycosa ashantica được Embrik Strand miêu tả năm 1916.